# Архире, Юлиан
Юлиан Архире (рум. Iulian Arhire; 17 марта 1976, Галац, Румыния) — румынский футболист.

## Карьера

### Клубная
Юлиан Архире родился в Галаце. Юный игрок начал заниматься футболом в школе одного из сильнейших румынских клубов — бухарестском «Стяуа». Профессиональную футбольную карьеру Юлиан Архирей начал в местном клубе низшего дивизиона «Констант». В начале 1995 года перешёл в клуб из родного города «Оцелул», который выступал в высшем румынском дивизионе. В Первой румынской лиге дебютировал 4 марта 1995 года в матче против «Интера» из Сибиу. За 3 года игралпровёл в элитном румынском дивизионе 84 матча. В 1999 году впервые поехал за границу и стал игроком южнокорейского клуба «Пхохан Стилерс». Правда, за корейский клуб румын сыграл лишь 4 матча, и уже в марте 2000 году стал игроком владикавказской «Алания». Дебютировал в чемпионате России 22 марта того же года в выездном матче 1-го тура против московского «Спартака», выйдя в стартовом составе, однако через 16 минут был заменён на Паулу Эмилиу. Но за российский клуб Архире играл всего полгода, и провёл в высшем российском Дивизионе 7 матчей и в конце мая 2000 года покинул Владикавказ. Летом 2000 года румынский хавбек пополнил ряды молдавского «Зимбру», за который играл также всего полгода, но за это время провёл 17 матчей в Высшем дивизионе Молдовы. В начале 2001 года Юлиан Архире возвращается в Румынию, где становится игроком бухарестского «Динамо». Но в столичном клубе футболист сыграл лишь 2 матча чемпионата, и вернулся к «Зимбру», где в течение сезона 2001—2002 годов сыграл ещё 16 матчей в чемпионате Молдовы. В начале сезона 2002/2003 Юлиан Архирей становится игроком украинского клуба «Металлург» из Донецка. В высшей украинской лиге румынский футболист дебютировал 17 августа 2002 года в матче против харьковского «Металлиста». Но за дончан в течение сезона Архире сыграл лишь 6 матчей в чемпионате, 1 матч в Кубке Украины и 2 еврокубковые матчи. В июле 2003 года находился на просмотре в «Шиннике», однако клубу не подошёл. На следующий сезон донецкая команда отдала Архире в аренду в луцкую «Волынь», однако в Волыне румынский хавбек сыграл всего лишь 1 матч в высшей лиге . В результате в начале 2004 года «Металлург» выставил Архирей на трансфер, и он вернулся на родину, где стал игроком «Политехники» (Яссы). За два года Юлиан Архире сыграл 34 матча в Лиге I, а в 2006 году ненадолго вернулся в родной город, где сыграл за свой бывший клуб «Оцелул» ещё 6 матчей. В начале 2007 года перешёл в клуб «Униря» из Урзичени, однако за год так и не сыграл ни одного матча за клуб. В 2008 году стал игроком «Глория» из Быстрицы, где и завершил свою футбольную карьеру. Последний матч в Лиге I Юлиан Архире сыграл в составе «Глории» против ЧФР из города Клуж-Напока 3 мая 2008 года.

### Международная
Юлиан Архире с 1995 по 1997 годы привлекался в ряды молодежной сборной Румынии, в составе которой сыграл около 20 матчей.